# Кизнерское (сельское поселение)
Кизнерское — упразднённое муниципальное образование со статусом сельского поселения в Кизнерском районе Удмуртии Российской Федерации.
Административный центр — посёлок Кизнер.
25 июня 2021 года упразднено в связи с преобразованием муниципального района в муниципальный округ.

## История
Статус и границы сельского поселения установлены Законом Удмуртской Республики от 15 ноября 2004 года № 62-РЗ «Об установлении границ муниципальных образований и наделении соответствующим статусом муниципальных образований на территории Кизнерского района Удмуртской Республики».
До 2005: городское поселение.

## Население
| 2010    | 2012    | 2013    | 2014    | 2015    | 2016    | 2017    |
| ------- | ------- | ------- | ------- | ------- | ------- | ------- |
| 10 393  | ↘10 365 | ↘10 335 | ↗10 473 | ↗10 683 | ↘10 595 | ↘10 512 |
| 2018    | 2019    | 2020    | 2021    |         |         |         |
| ↘10 193 | ↘9850   | ↘9595   | ↗10 097 |         |         |         |

## Состав сельского поселения
| № | Населённый пункт | Тип населённого пункта          | Население |
| - | ---------------- | ------------------------------- | --------- |
| 1 | Батырево         | деревня                         | ↘50       |
| 2 | Кизнер           | посёлок, административный центр | ↘9284     |
| 3 | Кочетло          | деревня                         | ↘13       |
| 4 | Лака-Тыжма       | деревня                         | ↗783      |
| 5 | Средняя Тыжма    | деревня                         | ↘21       |
| 6 | Черново          | деревня                         | →11       |